# 福伊尔沙伊德
福伊尔沙伊德是德国莱茵兰-普法尔茨州的一个市镇。总面积5.92平方公里，总人口342人，其中男性179人，女性163人（2011年12月31日），人口密度58人/平方公里。